# The Olivia Tremor Control
The Olivia Tremor Control — американский музыкальный коллектив, представляющий жанр психоделический рок, популярный в середине и конце 1990-х гг. Наряду с такими коллективами, как The Apples in Stereo и Neutral Milk Hotel группа является оригинальным проектом звукозаписывающего лейбла The Elephant 6 Recording Company. The Olivia Tremor Control была основана участниками группы Synthetic Flying Machine (Джефф Мэнгам, Билл Досс и Уилл Каллен Харт) в 1994 году. В начале 2000 года группа приостановила творческую деятельность и возобновила её в 2009 году.
31 июля 2012 году скончался основатель группы Билл Досс. Причины смерти до сих пор не объявлены.

## Предыстория. Synthetic Flying Machine
Уилл Каллен Харт, Билл Досс и Джефф Мэнгам учились в одной школе в Растоне, Луизиана. В 9 классе каждый из них уже имел собственную группу: Досс вместе с Робертом Шнайдером играл в коллективе под названием Fat Planet музыку, навеянную композициями The Beatles и Velvet Underground; также у него существовал свой собственный проект The Sunshine Fix. Харт и Мэнгам участвовали в нескольких разных группах одновременно.
В начале 1990-х Мэнгам и Харт переехали в Атенс, Джорджия, где основали группу под первоначальным названием Cranberry Lifecycle, впоследствии — Synthetic Flying Machine (русск. Искусственный летающий аппарат). Группа выпустила лишь один официальный релиз — Heaven Is for Kids (русск. Рай — это для детей), но существовали также магнитофонные записи, которые распространялись среди друзей участников группы и близких им музыкантов. Спустя некоторое время Synthetic Flying Machine получила новое название — The Olivia Tremor Control; в ней остались Харт и Досс, а Мэнгам после записи первого релиза группы, California Demise, полностью ушёл в свой собственный проект — Neutral Milk Hotel, созданный им ещё в школе. Многие песни Synthetic Flying Machine перешли в репертуар Neutral Milk Hotel («Arms So Real») или The Olivia Tremor Control («Shaving Spiders», «Opera House»). Песня Мэнгама под названием Synthetic Flying Machine, аналогичным названию группы, впоследствии была переименована в «Up and Over», а затем вышла в альбоме In The Aeroplane Over The Sea как «The King of Carrot Flowers Pt. 3».

## 1994—2000. Dusk At Cubist Castle и Black Foliage
Диск California Demise стал первым официальным релизом группы. После ухода Джеффа Мэнгама к The Olivia Tremor Control присоединился Джон Фернандес (бас, скрипка, кларнет), с участием которого был записан мини-альбом The Giant Day.
Эрик Харрис (ударные, терменвокс, гитара) вошёл в состав OTC ещё раньше, около 1995 года. Он участвовал в первом турне группы совместно с коллективом Chocolate USA. В записи The Giant Day Харрис участия не принимал, поскольку жил в то время в Техасе. Однако вскоре он переехал в Атенс и вместе с другими музыкантами включился в работу над первым альбомом группы Music From The Unrealized Film Script: Dusk At Cubist Castle. Пластинку поначалу было решено назвать Orange Twin, но затем название было изменено, чтобы избежать путаницы. Некоторые записи были сделаны совместно с Джеффом Мэнгамом, а также Джулианом Костером (The Music Tapes, Neutral Milk Hotel). В качестве продюсера альбома выступил Роберт Шнайдер (The Apples In Stereo), а некоторые композиции были записаны в его студии в Денвере.
Впоследствии альбом был переиздан с бонусным CD, который распространялся и отдельно под названием Explanation II: Instrumental Themes and Dream Sequences. Два трека издавались и в качестве синглов: The Opera House, с композициями Black Swan Network (With Capillary Radar) и Black Swan Radar (With Enveloping Bicycle Folds) на оборотной стороне, которые предполагалось проигрывать одновременно. Jumping Fences была выпущена на одном диске с песнями Optical Atlas, The Language Of Stationary Travellers и Green Typewriters (Outer Themes And Explorations).
После записи альбома Dusk at Cubist Castle в состав группы вошёл клавишник Пит Эрчик (игравший до этого в коллективе The Gwens). В октябре 1998 года вышел сингл Hideway, содержащий также треки Can You Come Down With Us? и Combinations. Сингл предварил собой выход в свет альбома Black Foliage: Animation Music Volume 1 в следующем году. Среди музыкантов, работавших над альбомом — участники Neutral Milk Hotel, Music Tapes, The Gerbils, Calvin, Don’t Jump!, Elf Power, Late B.P Helium и Of Montreal. В альбоме использована запись звука прыжка в бассейн — это младший брат Харта Кристофер.
Работа над альбомом шла следующим образом. Вначале был записан рифф на бас-гитаре, который звучит в композиции Black Foliage (Itself). Затем из вариаций этого риффа были созданы мини-треки под общим названием «Animation», которые идут в альбоме под порядковыми номерами. Они, в свою очередь, в комбинации с фрагментами остальных композиций образовали треки под общим названием «Combination», которые выступают в качестве переходов от одной композиции к другой.

## 2000—2009. Сольные проекты
После постоянных изматывающих туров в 1999 году OTC приостановила свою деятельность. Участники группы занялись сольными проектами. Харт основал группу под названием Circulatory System и выпустил в 2001 году одноимённый альбом, а в 2009 — альбом Signal Morning, записанный уже снова с Доссом. Сольный проект Эрчика носит название Pipes You See, Pipes You Don’t. Билл Досс для своей группы взял название, придуманное им ещё много лет назад — The Sunshine Fix. Эрик Харрис присоединился к группе Elf Power. Джон Фернандес (вместе с Биллом Доссом) стал основателем звукозаписывающего лейбла Cloud Recordings — ещё в самом начале распада OTC.
В августе 2000 года вышел сборник The Olivia Tremor Control под названием Singles And Beyond. Он содержал треки группы, до этого выходившие отдельно в составе других сборников, а также композиции из мини-альбомов California Demise и The Giant Day.

## 2009—2012. Воссоединение группы
Ещё в 2005 г. участники The Olivia Tremor Control временно объединились, чтобы выступить на фестивале All Tomorrow’s Parties. Они давали концерты в Атенсе, Джорджии и Лондоне, впоследствии снова выступили в Атенсе на шоу Orange Twin Conservation Community, а также в Нью-Йорке, Чикаго, Сан-Франциско и Лос-Анджелесе. Осенью 2008 группа отправилась вместе с прочими коллективами лейбла Elephant 6 в турне под названием Holiday Surprise. В мае 2009 Уилл Харт сообщил в интервью о работе над новыми записями.
В марте 2011 года барабанщик Elf Power Дерек Элмстед подтвердил, что он принимал участие в записи новых композиций и что они будут представлены в этом году. В сентябре 2011 года OTC выпустила сингл The Game You Play Is In Your Head — сюиту из 3 частей. В 2012 году продолжились живые выступления группы.
31 июля 2012 года группа объявила о смерти Билла Досса. Причины смерти не уточняются.

## Участники

### Настоящее время
- Уилл Каллен Харт — гитара, вокал, автор композиций (1994—2000, 2009 — по настоящее время)
- Эрик Харрис — ударные, терменвокс, гитара (1995—2000, 2009 — по настоящее время)
- Джон Фернандес — бас, скрипка, саксофон, кларнет (1995—2000, 2009 — по настоящее время)
- Питер Эрчик — клавиши, бас, вокал (1995—2000, 2009 — по настоящее время)
- Дерек Элмстед — ударные, гитара, бас (2010 — по настоящее время)

### Бывшие участники
- Билл Досс — гитара, корнет, перкуссия, вокал, автор композиций (1994—2000, 2009—2012; умер в 2012 г.)
- Джефф Мэнгам — ударные, гитара, вокал (1994—1995)
- Джим Кэмпбелл — бас-гитара

## Дискография

### Студийные альбомы
- Music from the Unrealized Film Script: Dusk at Cubist Castle (1996)
- Black Foliage: Animation Music Volume One (1999)

### Прочее
- Explanation II: Instrumental Themes and Dream Sequences (1996; бонусный диск к альбому Music from the Unrealized Film Script: Dusk at Cubist Castle)
- The Late Music Volume One (1997; под именем The Black Swan Network)

### Сборники
- Singles and Beyoun (2000)

### EP и синглы
- California Demise (1994)
- The Olivia Tremor Control/The Apples In Stereo (1994)
- The Giant Day (1996)
- The Opera House (1996)
- The Olivia Tremor Control/Black Swan Network (1997, 1998)
- Jumping Fences (1998)
- Those Sessions (2000)
- The Game You Play Is In Your Head Pts. 1, 2, & 3 (2011)